# Say long goodbye/ヒマワリと星屑 -English Version-
Say long goodbye/ヒマワリと星屑 -English Version-（セイ・ロング・グッバイ/ヒマワリとほしくず イングリッシュ・ヴァージョン）は、東京女子流の17枚目の両A面シングル。2014年12月10日にavex traxから発売された。

## 概要
「Say long goodbye」はCD発売に先駆けて7インチシングルとして2014年10月17日に先行発売し、同年10月13日に『HARDBOILED NIGHT 第4夜』（赤坂BLITZ）で初披露した。
「ヒマワリと星屑 -English Version-」は2013年1月30日に発売された3rdアルバム『約束』の収録曲をリカットした。同年1月 - 6月にBSフジで放送された『東京女子流スレスレTV!』のオープニングテーマになっていた。
Type-A、Type-B（いずれもCDとDVDのセット）、Type-C、Type-D（いずれもCDのみ）の4形態。

## 収録曲
1. Say long goodbye（=TGS44）
作詞：杉村喜光、作曲：コモリタミノル、編曲：松井寛
2. ヒマワリと星屑 -English Version-
作詞：Chihiro Kurosu（黒須チヒロ）・訳詞：Rei Mastrogiovanni、作曲：Quadraphonic、編曲：Hiroshi Matsui
3. GAME（=TGS41）
作詞：Asami sakata、作曲・編曲：Hiroshi Matsui
4. Say long goodbye（Instrumental）
5. ヒマワリと星屑 -English Ver.-（Instrumental）
6. GAME（Instrumental）
7. GAME（Vocal Only for REMIX）
Type-Dを除く

### DVD

#### Type-A
1. Say long goodbye （ミュージック・ビデオ）
ミュージック・ビデオ監督：星保行 (avex music creative Inc.)
2. ヒマワリと星屑 -English Version-（ミュージック・ビデオ）
ミュージック・ビデオ監督：星保行 (avex music creative Inc.)
3. GAME (HARDBOILED NIGHT teaser trailer)
監督：庭月野議啓
4. Making Movie

#### Type-B
1. Japan - San Francisco Making 2014.07.16-22